# Центральная комиссия по выборам и проведению референдумов в Туркменистане
Центральная комиссия по выборам и проведению референдумов в Туркменистане (Центризбирком Туркменистана) '(туркм. Türkmenistanda saýlawlary we sala salşyklary geçirmek baradaky merkezi topar) — государственный орган, формируемый в соответствии с избирательным законодательством и организующий проведение выборов и референдумов в Туркменистане.
Постоянно действующим органом Центризбиркома Туркменистана является Аппарат, возглавляемый Председателем центризбиркома Туркменистана.
Центризбирком Туркменистана образуется президентом Туркменистана из числа граждан Туркменистана в составе председателя, заместителя председателя, секретаря и двенадцати членов, он является юридическим лицом.
Председатель Центризбиркома Туркменистана утверждается Меджлисом Туркменистана. Члены Центризбиркома Туркменистана выдвигаются президентом Туркменистана, политическими партиями и общественными объединениями.
Финансовое обеспечение деятельности Аппарата Центризбиркома Туркменистана осуществляется за счёт средств государственного бюджета Туркменистана.

## Председатели
| № | Имя                         | Назначен   | Отставка   | Причина отставки         |
| 1 |                             |            |            |                          |
| 2 | Гаррыев, Мырат Оразгулыевич | 1997       | 07.05.2011 | переход на другую работу |
| 3 | Ниязлиев, Оразмурад         | 07.05.2011 | 2014       | скоропостижно скончался  |
| 4 | Мурадов, Гульмурад          | 13.10.2014 |            | действующий              |